# Idioma yagnobi
El idioma yagnobi o yaghnobi es una lengua viva de la rama de los idiomas iranios orientales (los otros miembros de esta rama son el pashto, el osetio y las lenguas pamir). El yagnobi se habla en el valle alto del río Yagnob, en el Zarafshan de Tayikistán por el pueblo yagnobi. Es considerado como un descendiente directo del sogdiano y con frecuencia ha sido llamado neo-sogdiano en la literatura académica.
Hay unos 12.500 hablantes yagnobi. Se dividen en varias comunidades. El principal grupo vive en la zona de Zafarobod. También existen grupos reasentados en el valle Yagnob. Algunas comunidades viven en las aldeas de Zumand y Kůkteppa y Dusambé, o en sus proximidades.
En la frontera tayiko occidental iraní, la mayoría de los hablantes de yagnobi son bilingües. El idioma se utiliza sobre todo para la comunicación diaria de la familia, mientras que el tayiko se usa para los negocios y las transacciones económicas formales.
Hay dos dialectos principales, el occidental y el oriental. Estos difieren principalmente en la fonética. Entre estos dos dialectos principales existe un dialecto de transición. Comparte algunas características con la lengua occidental y otras con la oriental.